# 布赖滕布伦 (萨克森州)
厄尔士山麓布赖滕布伦（德語：Breitenbrunn/Erzgebirge），简称布赖滕布伦，是德国萨克森州的市镇，隶属于厄尔士山县。总面积为60.01平方千米，截至2023年12月31日总人口为5,055人。